# Gaetano Franco
Gaetano Franco (Grumo Appula, 8 novembre 1912 – Dannò -Moché, 23 agosto 1937) è stato un militare italiano, insignito della medaglia d'oro al valor militare alla memoria nel corso delle grandi operazioni di polizia coloniale in Africa Orientale Italiana.

## Biografia
Nacque a Grumo Appula, provincia di Bari, l'8 novembre 1912, figlio di Domenico e Maria Scaglione. Arruolatosi nel Regio Esercito fu ammesso a frequentare la Regia Accademia Militare di Fanteria e Cavalleria di Modena il 22 ottobre 1932, uscendone due anni dopo, il 1 ottobre 1934, con il grado di sottotenente assegnato all'arma di fanteria. Frequentato il Corso di applicazione d'arma a Parma fu assegnato dapprima al 47º Reggimento fanteria e, dal 28 agosto 1935, al 14º Reggimento fanteria con il quale poco tempo dopo partì per l'Africa Orientale  sbarcando a Massaua, Eritrea, il 30 settembre. Partecipò alle operazioni iniziali della guerra d'Etiopia, e il 7 gennaio 1936 otteneva il trasferimento al Gruppo Bande dell’Altipiano Eritreo. Decorato con una croce di guerra al valor militare, nel gennaio 1937 ottenne la promozione a tenente con anzianità 1º ottobre 1936. Cadde in combattimento nel corso delle grandi operazioni di polizia coloniale a Dannò-Moché il 23 agosto 1937, e fu insignito della medaglia d'oro al valor militare alla memoria.

### Fonti
1. 1 2 3 4 5  Combattenti Liberazione.
2. 1 2 3  Gruppo Medaglie d'Oro al Valor Militare 1965, p. 244.
3. ↑   Medaglia d'oro al valor militare, su quirinale.it, Quirinale. URL consultato l'11 luglio 2021.